# Монтеса – Алькасар-де-Сан-Хуан
Монтеса – Алькасар-де-Сан-Хуан – елемент газотранспортної системи Іспанії.
Трубопровід, який ввели в дію у 2008 році, має довжину 266 кілометрів, виконаний в діаметрі 900 мм, та розрахований на робочий тиск у 8 МПа. Він сполучив між собою газопроводи:
- Валенсія – Картахена, що, зокрема, надає доступ до ресурсу, імпортованого через термінали для прийому зрідженого природного газу в Сагунто та Картахені;
- Уельва – Алькасар-де-Сан-Хуан – Мадрид, який бере участь у живленні столичного регіону та надає доступ до терміналу Уельва ЗПГ і міждержавного газопроводу Магриб – Європа.  
У 2011-му до центральної частини лінії Монтеса – Алькасар-де-Сан-Хуан підключили трубопровід Альмерія – Чинчилья, що є завершальною ділянкою міждержавного газопроводу MEDGAZ, спорудженого для прямих поставок алжирського ресурсу до Іспанії.